# 美頰鈍塘鱧
美頰鈍塘鱧（学名：Amblyeleotris callopareia），为輻鰭魚綱鰕虎鱼目鰕虎亞目鰕虎魚科鈍塘鱧屬的其中一種，分布於西太平洋的澳洲大堡礁海域，體長可達7.8公分，為底棲性魚類，與槍蝦共生。

## 扩展阅读
維基物種上的相關：美頰鈍塘鱧